# Omszukcsani járás

Az Omszukcsani járás a Magadani területen

Az Omszukcsani járás (oroszul Омсукчанский район) Oroszország egyik járása a Magadani területen. Székhelye Omszukcsan.

## Népesség
- 2002-ben 6 209 lakosa volt.
- 2010-ben 5 532 lakosa volt.